# Rassica
Rassica è località del comune di Castel Goffredo, in provincia di Mantova, abitata già nella media età del bronzo e importante per alcune scoperte archeologiche.

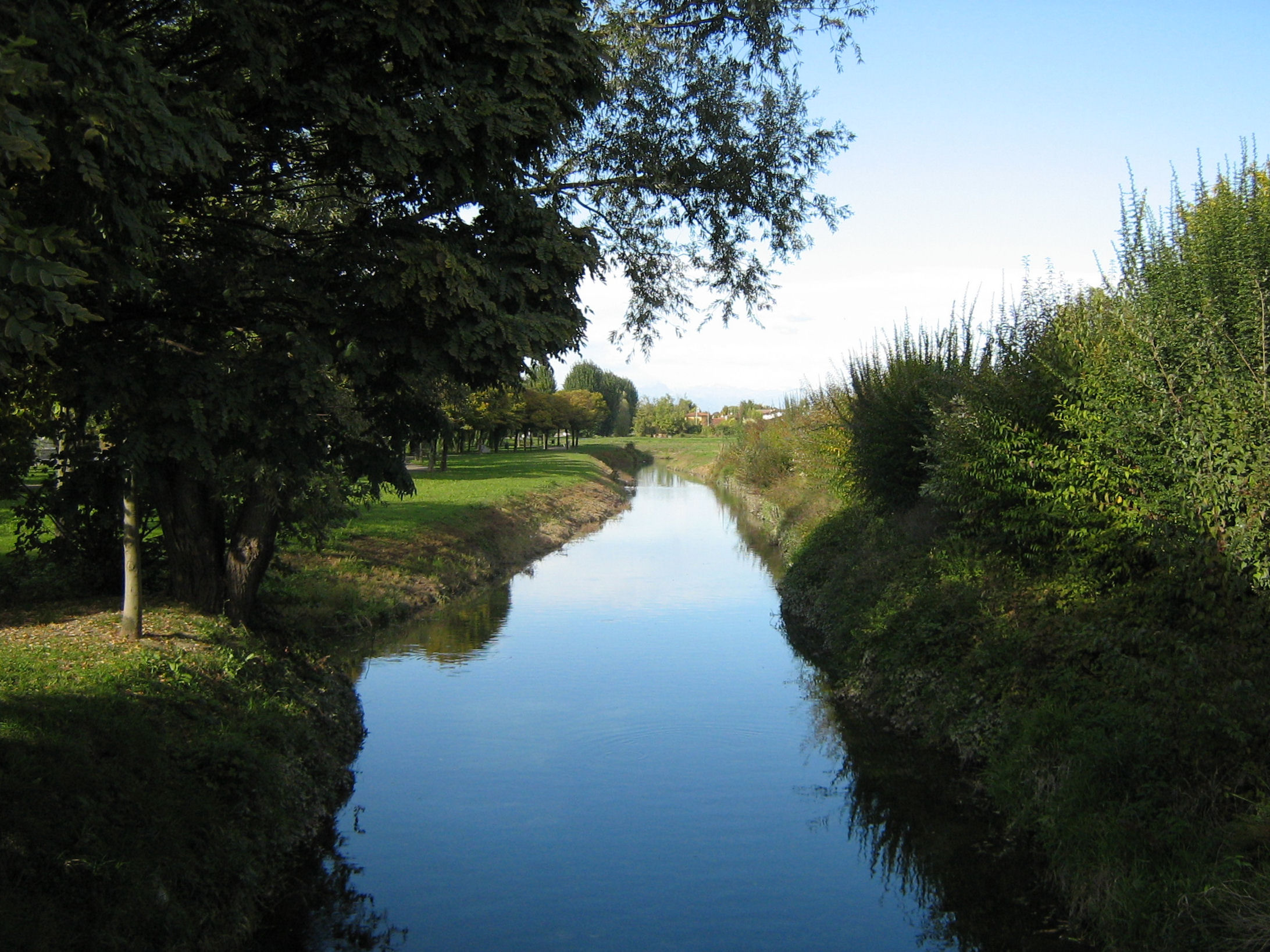
Il Tartaro nei pressi della Rassica

## Storia
Da un documento del 1566 si cita che, in frazione Berenzi (in loco Rasichae de Berecii), vi era un oratorio dedicato a Santa Maria Pomposa.
In questo territorio, solcato dal torrente Tartaro, nella seconda metà dell'Ottocento, venne trovato lo scheletro che i terramaricoli avevano ucciso a bastonate sulla fronte.
Il sacerdote Luigi Ruzzenenti (1838-1905), appassionato archeologo originario di Asola, durante gli scavi in un podere, scoprì un insediamento dell'età del bronzo. Vennero alla luce parti di recipienti di ceramica, alcuni decorati, due pugnali e uno spillone.
Negli anni ottanta, un gruppo archeologico bresciano, ha individuato nella zona una casa rurale romana del I secolo d.C.-II secolo d.C., con la presenza di laterizi, ceramica e monete.
A sud della località sorgeva l'antico Oratorio di San Michele, demolito nel 1719 e successivamente ricostruito come lo vediamo oggi.
La zona è stata interessata, dal 1930 al 1933, dalla Tranvia Medole-Casaloldo.

## Voci correlate

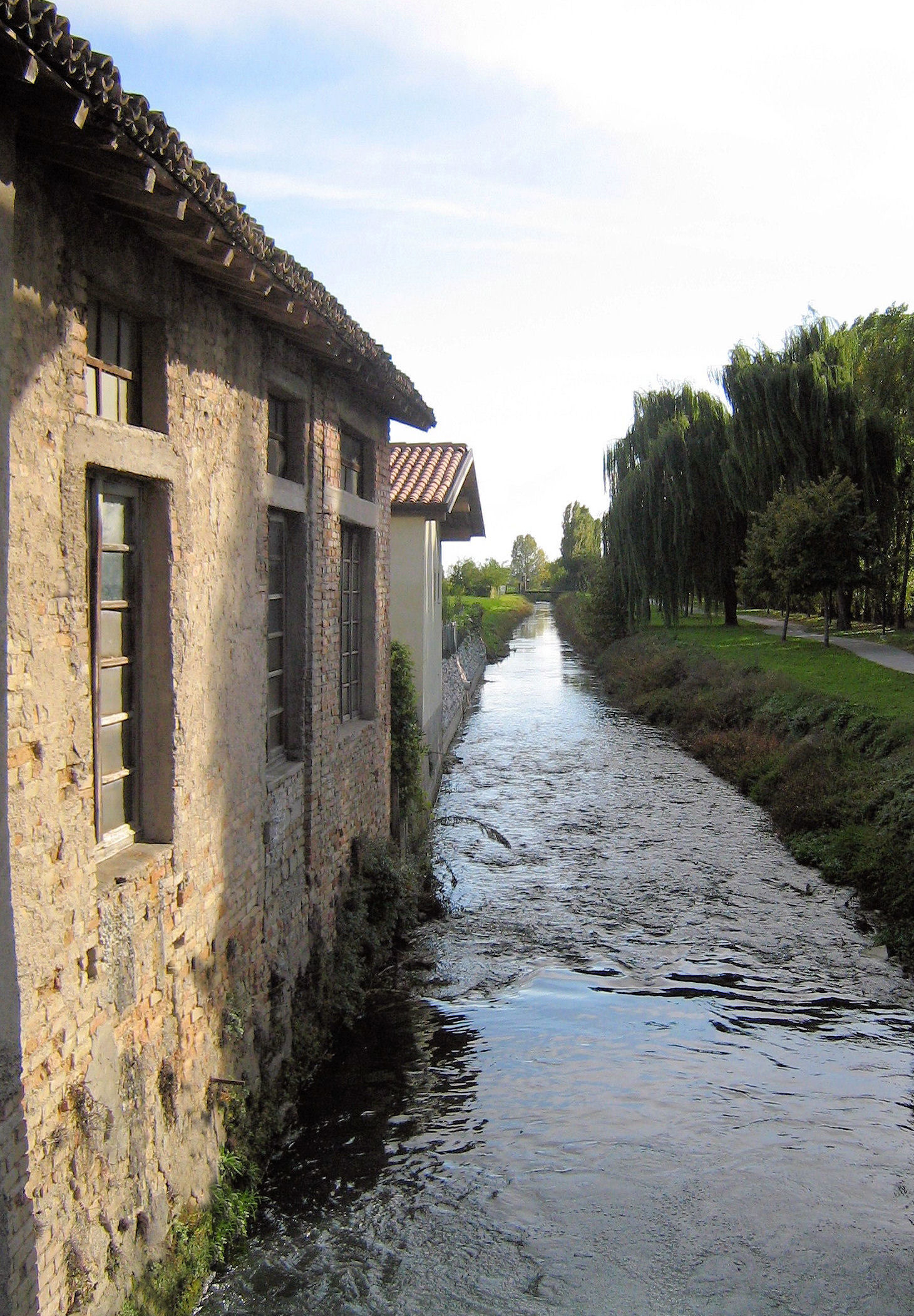
Castel Goffredo, mulino della Rassica